# Dziwneono olszewskii
Dziwneono olszewskii är en insektsart som beskrevs av Irena Dworakowska 1972. Dziwneono olszewskii ingår i släktet Dziwneono och familjen dvärgstritar. Inga underarter finns listade i Catalogue of Life.